# Lipovac (Aleksinac)
Lipovac (kyrillisch: Липовац) ist ein Dorf in Ostserbien.                                                    

## Geographie und Bevölkerung
Das Dorf liegt in der Opština Aleksinac im Nišavski okrug im Osten des Landes auf 468 Meter über dem Meeresspiegel. Lipovac hatte bei der Volkszählung von 2011 eine Einwohnerzahl von 339 Einwohnern, während es 1991 noch 418 waren. 1948 lebten im Ort noch 881 Personen. Nach den letzten drei Bevölkerungsstatistiken fällt die Einwohnerzahl weiter. 
Die Bevölkerung von Lipovac sieht sich laut der Volkszählung zu 98 % als Serbisch-orthodoxe Serben, daneben gibt es Minderheiten von 4 ebenfalls orthodoxer Roma, die 1 % der Bevölkerung stellen. Das Dorf besteht aus 153 Haushalten. 
Das Dorf ist 10 km nordöstlich von der Stadt Aleksinac gelegen. Lipovac liegt am Fuße des Ozren Gebirges. 

### Demographie
| Jahr | Einwohnerzahl |
| ---- | ------------- |
| 1948 | 881           |
| 1953 | 896           |
| 1961 | 787           |
| 1971 | 641           |
| 1981 | 606           |
| 1991 | 509           |
| 2002 | 418           |
| 2011 | 339           |

## Geschichte
Über dem Dorf liegen die Reste der mittelalterlichen Festung von Lipovac, die im 15. Jahrhundert zum ersten Mal erwähnt wird. An der Stelle soll sich auch eine römische Festung befunden haben. Unter der Festung steht das Serbisch-orthodoxe Kloster Manastir Lipovac, das 1399 im Auftrag von Stefan Lazarević errichtet wurde. 
Das Kloster steht unter dem Schutz der Republik Serbien, als ein kulturelles Denkmal von größter Wichtigkeit. Das Manastir Lipovac war ursprünglich dem Hl. Erstmärtyrer und Erzdiakon Stefan geweiht, heute ist die Klosterkirche allerdings der Verklärung Christi gewidmet. Im Ort steht keine Serbisch-orthodoxe Kirche.
Im Ort wurde 1930 von König Alexander I. ein Kinderheim für arme Kinder gegründet. Von 2008 bis 2012 war Dragoslav Radojičić Dorfbürgermeister von Lipovac.

## Galerie

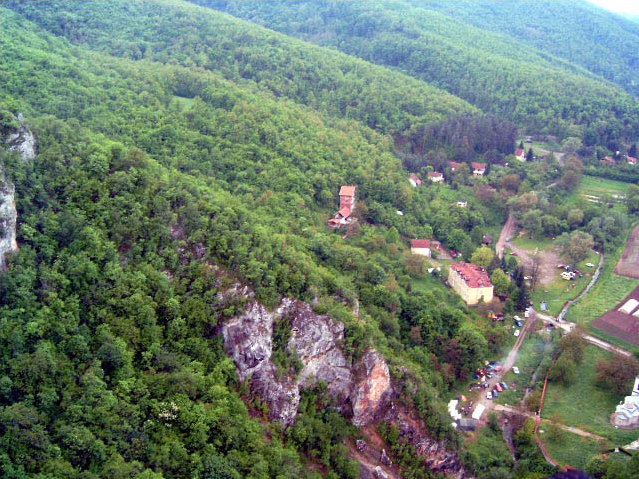
Das Dorf und Kloster von der Festung aus gesehen
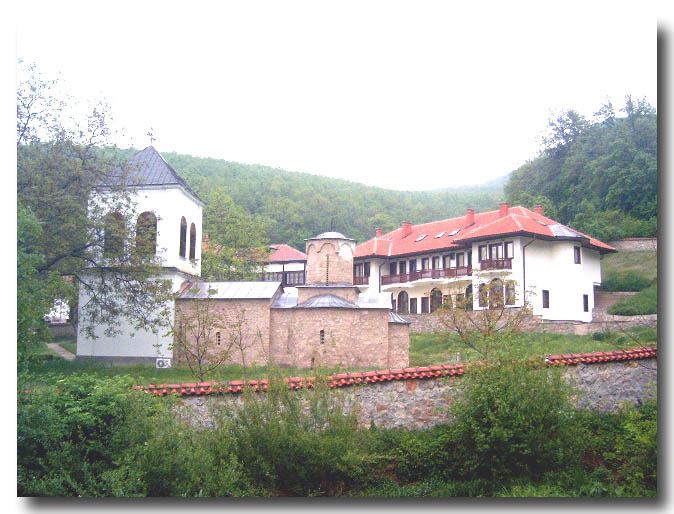
Das serbisch-orthodoxe Kloster Manastir Lipovac
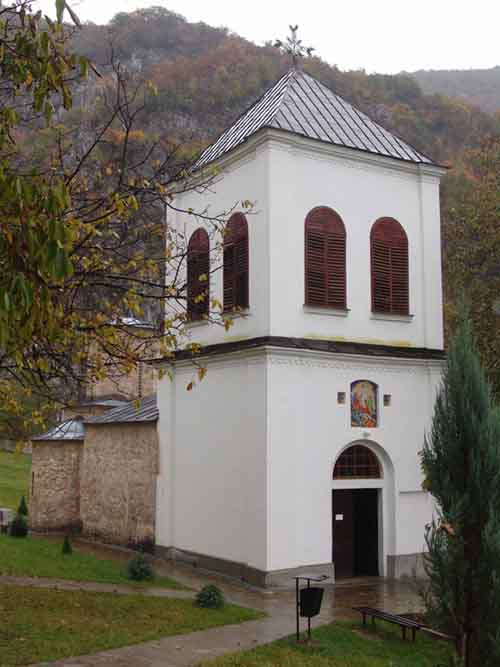
Kirchturm der Klosterkirche des Klosters Lipovac

## Belege
- Књига 9, Становништво, упоредни преглед броја становника 1948, 1953, 1961, 1971, 1981, 1991, 2002, подаци по насељима, Републички завод за статистику, Београд, мај 2004, ISBN 86-84433-14-9

- Књига 1, Становништво, национална или етничка припадност, подаци по насељима, Републички завод за статистику, Београд, фебруар 2003, ISBN 86-84433-00-9
- Књига 2, Становништво, пол и старост, подаци по насељима, Републички завод за статистику, Београд, фебруар 2003, ISBN 86-84433-01-7
- Seite über das Kloster Lipovac auf der  Seite Spomenici kulture